# Everyday Life in a Syrian Village
Everyday Life in a Syrian Village (الحياة اليومية في قرية سورية, Al hayatt al yawmiyah fi quariah suriyah) è un film documentario del 1975 diretto da Omar Amiralay. 
È una critica dell'impatto sul popolo delle riforme agricole e della terra adottate dal governo siriano. A tutt'oggi il film è proibito in Siria.
Il film è stato presentato al Festival del cinema africano, d'Asia e America Latina di Milano 2011 come omaggio al regista.

## Trama
In un bianconero potente e con lo stile del cinema militante, questo film narra la vita quotidiana in un villaggio sperduto della Siria e mette a confronto interviste a agricoltori, medici e ufficiali di polizia con la povertà dei contadini cui è negata ogni possibilità di istruzione, cure, alimentazione adeguata.

## Riconoscimenti
- Berlin International Film Festival 1976
  - Interfilm Award
  - Otto Dibelius Film Award
- Festival de Toulon 1976
  - Premio della Giuria